# Történelemtanárok Egylete
A Történelemtanárok Egylete (TTE) iskolatípustól függetlenül minden történelemtanár és a történelemtanítás közhasznú szakmai érdekképviseleti szervezete.

## Tevékenysége
A TTE tagja lehet magyar és nem magyar állampolgár egyaránt. Tagjain kívül más is részesülhet közhasznú szolgáltatásaiból. Alapvető célja, közhasznú tevékenysége az információnyújtás, az információcsere elősegítése a pedagógiai szakmai közéletben; az oktatás, a történelemtanítás színvonalának emelése a tanári öntevékenység révén.
1995-ig ügyvivője, azóta elnöke Miklósi László. Az Egylet vezetősége a Bizottmány.
A TTE által alapított díjak a Szebenyi Péter-díj és a Szabó Magdi-plakett.
Az Egylet kapcsolatrendszere igen kiterjedt. Számos szakmai szervezettel tartja a kapcsolatot. 1995-ben megalapította a Fővárosi Pedagógus Szakmai Szervezetek Információs Központját. 1995-98-ig szakmai szervezetekkel közösen meghatározó fontosságú országos konferenciát rendezett a Nemzeti Alaptantervről, az alapműveltségi vizsgáról, az érettségi vizsgáról, valamint a pedagógus továbbképzésről. A TTE elnöke, delegáltjai számos oktatáspolitikai testület tagjai voltak, azok megszűnéséig.

## Kezdetek
A Történelemtanárok Egylete a rendszerváltáskor, annak részeként alakult. 1989. április 4-én négy történelemtanár (Bacskay Beáta, Foki Tamás, Miklósi László, Szarvas Zsolt) felhívást tett közzé a TTE megalapítására. Májusban programalkotó gyűlést tartottak, majd 1989. szeptember 30-án megalakult a TTE.
Az első időszakban fontos szerepet játszott az egyletben az elnökön és a fentieken kívül Gyarmati György, Knausz Imre, Rácz Árpád, Száray Miklós, valamint Kopcsik István, aki jelenleg is a TTE egyik alelnöke.

## Honlapok
1997-től működteti saját oldalát.
2013-ban létrehozta a Tényleg!/? - hogy volt, hogy nem volt? oldalt, Lőrinc László szerkesztésében. A weblap célja a nemzeti tudatot deformáló hamis történelmi legendák elemzése, cáfolata. (Etruszk, hun, sumer származás, Trianon-összeesküvés, pilisi főváros a középkorban, megszépített Kádár-kor, holokauszttagadás stb.) Célja továbbá a magyar múlt elfeledett, háttérbe szorult valós értékeinek bemutatása ("Melldöngetős" rovat), illetve más népek múltfeldogozásának bemutatása is ("Mások háza tája"). A lap gerincét alkotó, hamis állítások és cáfolatok feleseléséből épülő anyagokat ("Cáfolós") a téma történész szakértői írják, ahogy az "Aktuális" és a "Tanulmányok" rovat számos írását is. Rövid ismeretterjesztő és humoros videók is készültek az oldalra; utóbbiak Dolák-Saly Róbert közreműködésével. ("Videók") A Tényleg!/? Facebook oldalának több ezer követője van. A TTE a Tényleg oldal nyitókampányának elismeréseként 2013. októberében Bronz EFFIE díjat nyert a társadalmi kommunikáció kategóriában.
Korábban a tankönyvválasztást segítette a Tankönyvbázis oldal, melynek működtetése a tankönyvpiac megszüntetésekor okafogyottá vált, így a TTE megszüntette.

## Projektek
Számtalan újszerű, kreatív projekt kötődik a TTE-hez.
1991-től minden ősszel megrendezi a Történelemtanárok Országos Konferenciáját, melyen előadott Hankiss Elemér, Tőkéczki László, Bod Péter Ákos, Gyáni Gábor, Csepeli György, Schmidt Mária, Gyarmati György, Paczolai Péter, Sólyom László, Tölgyessy Péter, Pálinkás József, Kónya Imre, Ungváry Krisztián, Kopper Judit, Kriza Ildikó, Kállai Ernő, Hanák Gábor, Sára Sándor, Lányi András, Rainer M. János, Romsics Ignác, Németh György, Rostoványi Zsolt, Maróth Zsolt, Gerő András, Kosáry Domokos, Ormos Mária, Vámos Tibor, Hahner Péter, Hanák Péter, Závodszky Géza, Fodor Gábor, Szabad György, Révész T. Mihály, Zsigó Jenő, Lóránd Ferenc, Komoróczy Géza, Glatz Ferenc, Várszegi Asztrik, továbbá sok más kiváló előadó.
2003-ban indította a TTE – az Oktatási Minisztériummal közösen — a Nemzeti Emlékezet Program ot.
A TTE 2005-ben a nemzetközi Soá Alapítvánnyal közösen holokauszt oktatási csomagot adott ki, melynek szakmai bemutatóján az Alternatív Közgazdasági Gimnáziumban Steven Spielberg filmrendező, az Alapítvány létrehozója is részt vett.
2009-től metodikai sorozatot ad közre.
2010-ben Családtörténeti életútinterjúkat készített.
Ugyanebben az évben rendezte meg az Egyezzünk ki a múlttal! kerekasztalbeszélgetés-sorozatot, a történelmi múltfeldolgozásról, a fiatalok körében terjedő hamis legendákról. A résztvevők között történészek, tanárok, szociálpszichológusok is voltak.
A TTE 2013-as Ismerősök? Idegenek? című műhelybeszélgetés-sorozata a toleranciára nevelést ösztönözte a történelemtanárok körében.
Az Egylet 2015-ben vállalta hogy a kísérleti állami történelemtankönyveket átfogóan és részletekbe menően elemzi.

## Nemzetközi kapcsolatok
A TTE számos szervezettel kapcsolatban van. Alapító tagja az Euroclio-nak, a történelemtanárok európai szervezetének. A TTE rendezte az Euroclio 1997. évi konferenciáját és közgyűlését, melyet Göncz Árpád köztársasági elnök nyitott meg. Határon túli szervezetekkel, kollégákkal is kapcsolatot tart, rendszeres az együttműködése a Szlovákiában működő Történelemtanárok Társulásával.

## Állásfoglalások, nyilvánosság
A TTE meghatározónak tekinti a nyilvánosságot. Rendszeresen tesz közzé állásfoglalásokat. Tevékenységét a szakmán túl a média és az érdeklődő nagyközönség is figyelemmel kíséri.

## A TTE a közösségi oldalakon
Facebook oldal
Tankönyvek blog
Picasa (TTE-galériák) Youtube csatorna